# Hallstatt
Hallstatt is een gemeente in de Oostenrijkse deelstaat Opper-Oostenrijk, gelegen in het district Gmunden (GM). De gemeente heeft ongeveer 900 inwoners, maar trekt een veelvoud daarvan aan toeristen. De ligging op een smalle en moeilijk bereikbare landstrook heeft de geschiedenis van het dorp getekend.

## Geografie
Hallstatt heeft een oppervlakte van 60 km². De gemeente ligt in het zuiden van de deelstaat Opper-Oostenrijk, niet ver van de deelstaten Stiermarken en Salzburg. De stad ligt aan de Hallstätter See en was tot in de jaren 60 van de 20ste eeuw enkel via het meer bereikbaar. Ten zuidoosten van Hallstatt, aan de zuidoever van het meer, ligt de gemeente Obertraun. Hallstatt ligt op een smalle, dichtbebouwde strook land die ingeklemd is tussen de Halstätter See en het Dachsteinmassief. In die bergformatie bevindt zich de Hallstattgletsjer.

## Bezienswaardigheden
Het museum van Hallstatt bezit prehistorische voorwerpen van de Hallstattcultuur, een Keltische cultuur uit het eerste millennium voor onze jaartelling die naar Hallstatt is vernoemd. 
Het gedeeltelijk in een rotswand gehakte kerkhof is als gevolg van plaatsgebrek zeer klein. Daarom worden de doden na jaren terug ontgraven en de restanten van het lijk in de Karner, het knekelhuis, bewaard. Als knekelhuis fungeert de bij het kerkhof gelegen St. Michaelkapel. Achter tralies liggen daar honderden schedels en gebeenten van de gestorven inwoners van Hallstatt uitgestald.
In het centrum van Hallstatt stroomt een waterval van de bergen. Via wandelpaden over de bergen kan men de archeologische sites bezoeken waar de resten van de Hallstattcultuur door Johann Georg Ramsauer voor het eerst ontdekt werden. Diens oorspronkelijke aantekeningen vallen tevens in het Hallstattmuseum te bezichtigen, naast authentieke werktuigen waarmee de mijnwerkers in Hallstatt eeuwenlang zout wonnen.
Met een kabelbaan vanuit Obertraun kan men naar de 2.100 meter meter hoge top van de Hoher Krippenstein, waar op heldere dagen het platform 5 Fingers uitzicht op het 1500 meter lager gelegen Hallstatt biedt. Het platform is aangelegd boven een afgrond van 400 meter diep.

## Chinese replica
In 2012 is een kopie van Hallstatt in spiegelbeeld geopend in een pretpark in de Chinese provincie Guangdong. Verschillende media berichten dat in de jaren daarvoor vele 'architectuurspionnen' actief waren in Hallstatt. De toeristensite van het originele Hallstatt gebruikte de Chinese versie als promotie: "The village Hallstatt is such an unbelievably spectacular place that even the Chinese have created a copy of the ancient salt mine village."

## Overtoerisme
In januari 2020 riep burgemeester Alexander Scheutz van Hallstatt toeristen op niet langer het dorp te bezoeken om zo de recreatiedruk te verminderen. Hallstatt kreeg toen 10.000 toeristen per dag te verwerken, als gevolg van de gelijkenis met Arendelle in de Disney-films Frozen I en II. Enkele maanden later was Hallstatt juist uitgestorven vanwege de coronapandemie.

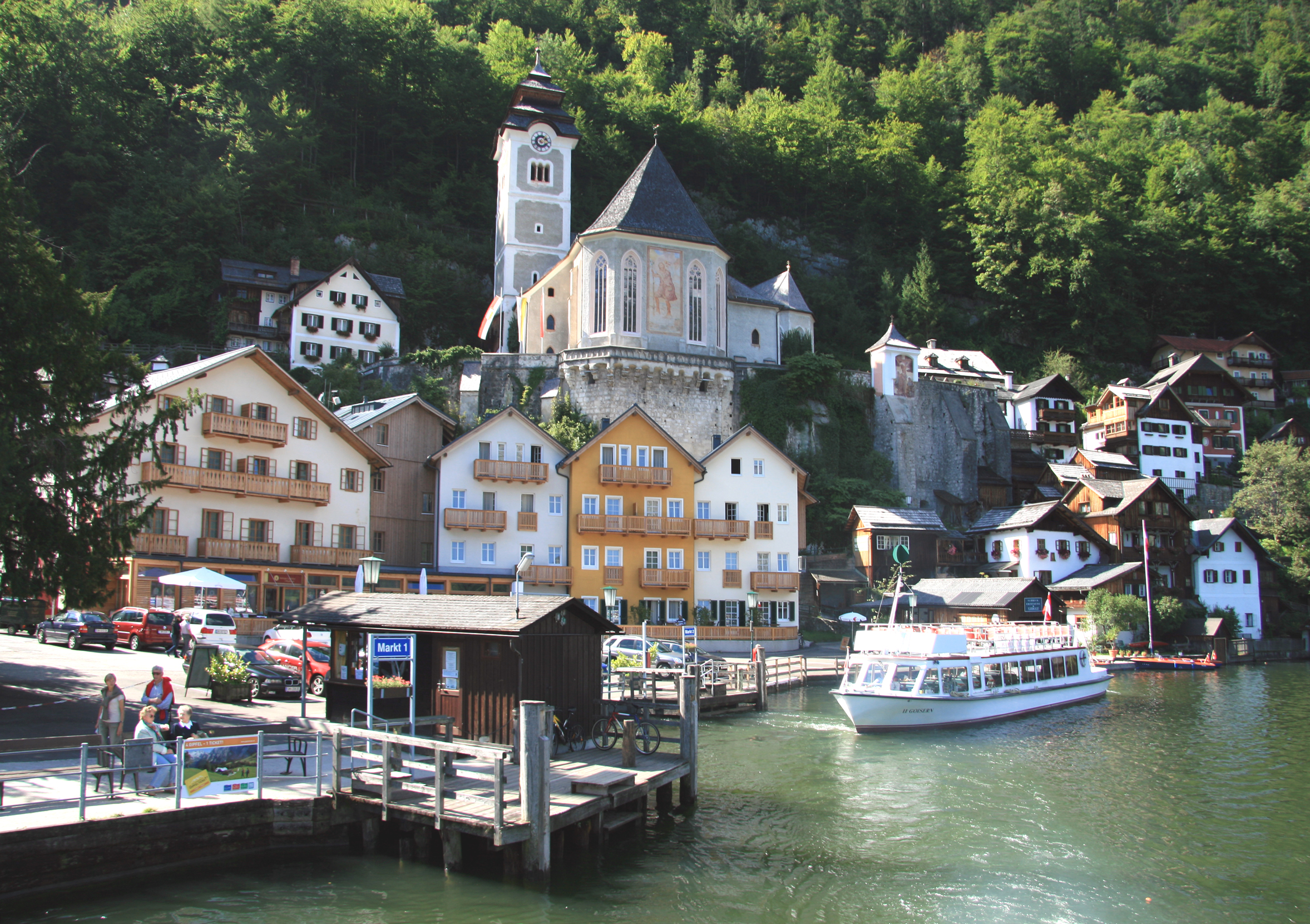
Pfarrkirche Maria Himmelfahrt
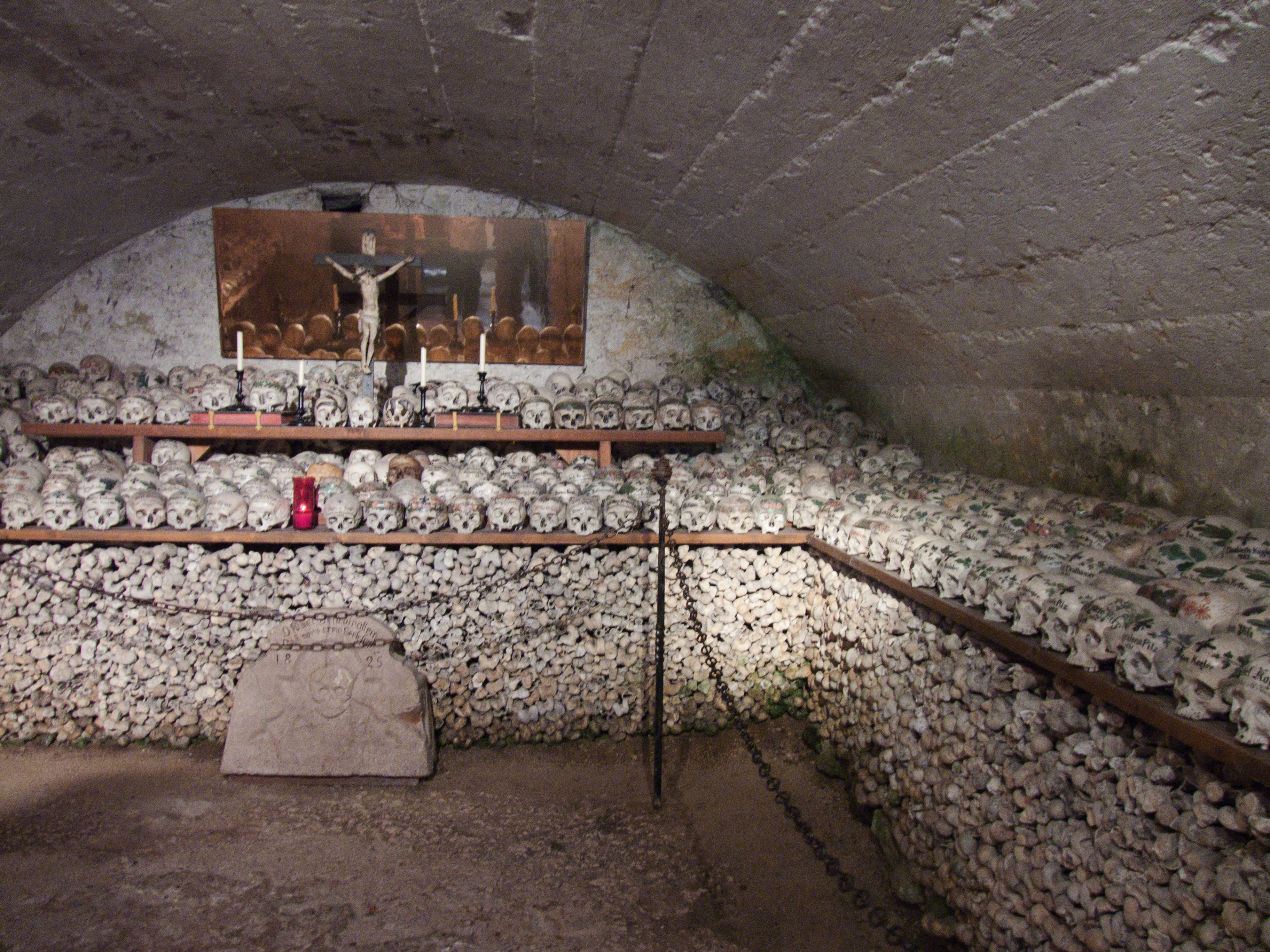
Knekelhuis
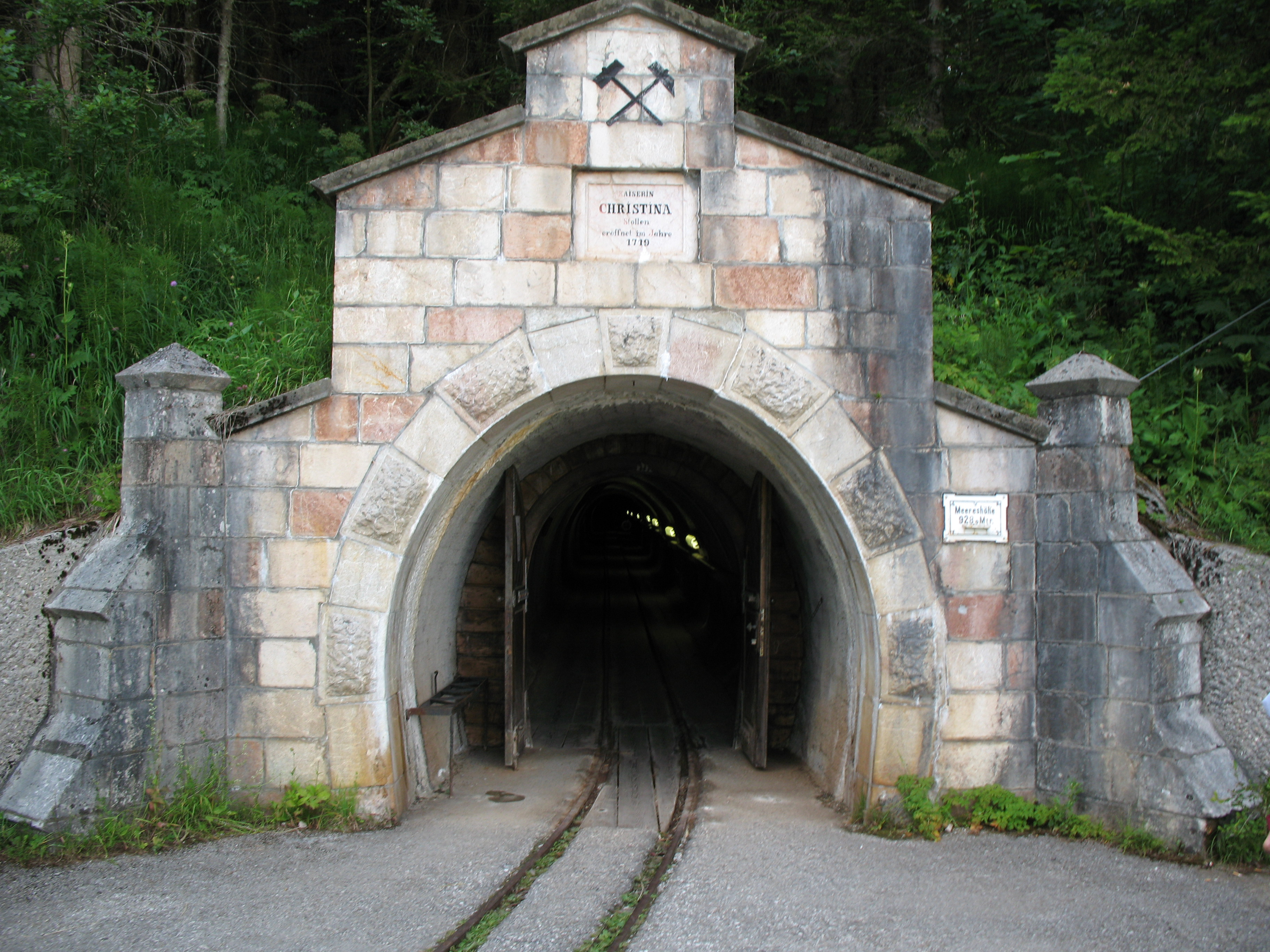
Zoutmijn
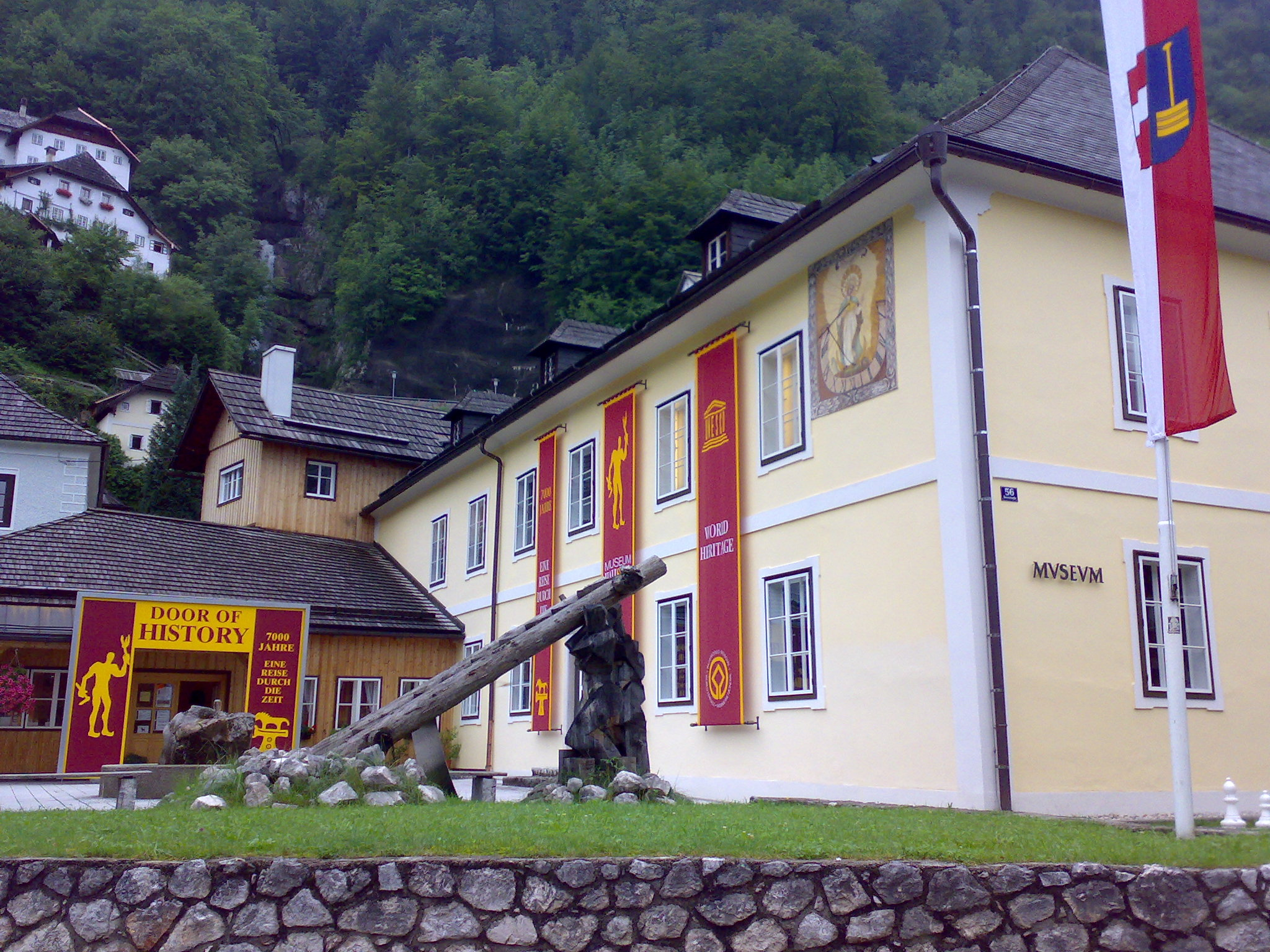
Museum
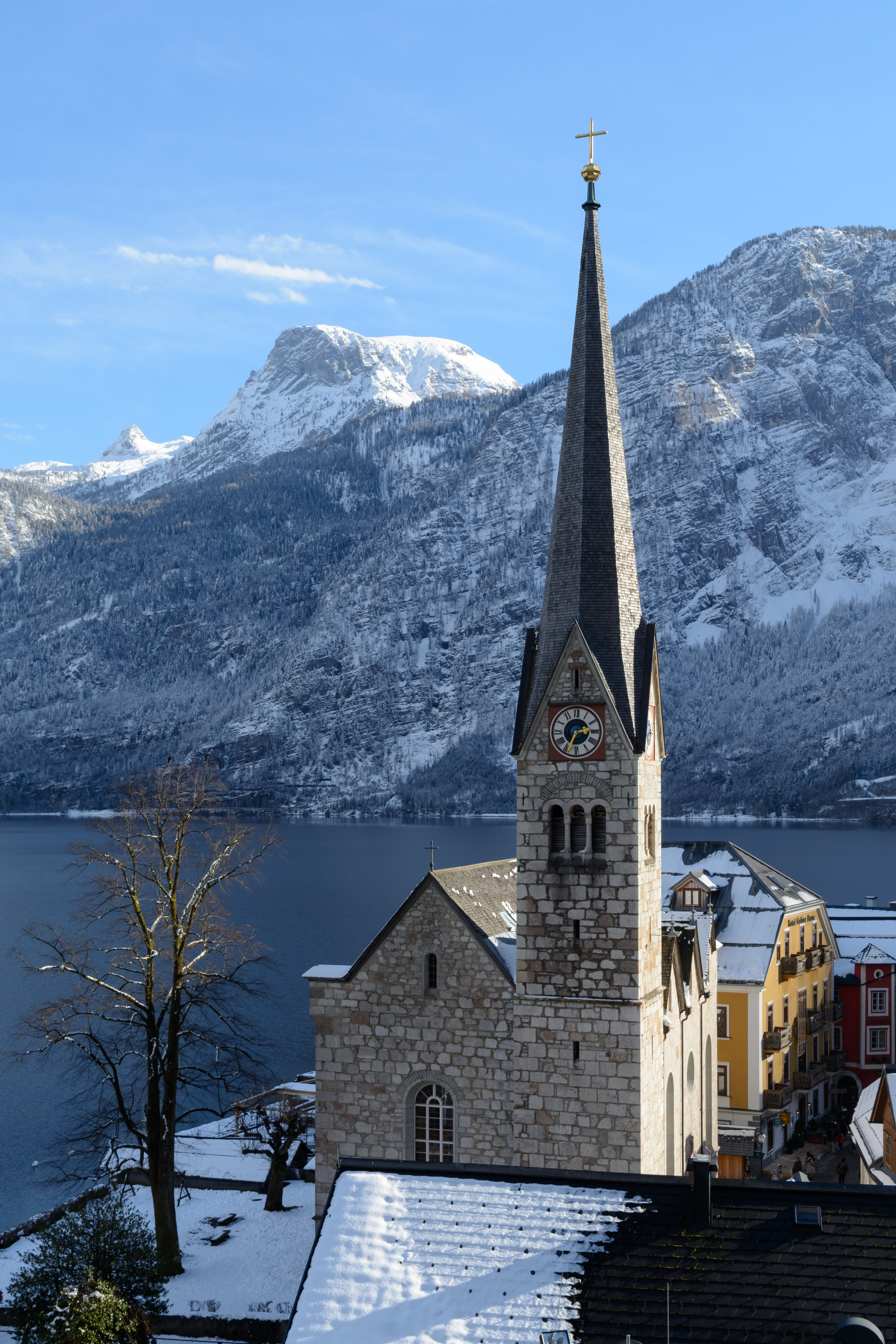
Christuskirche
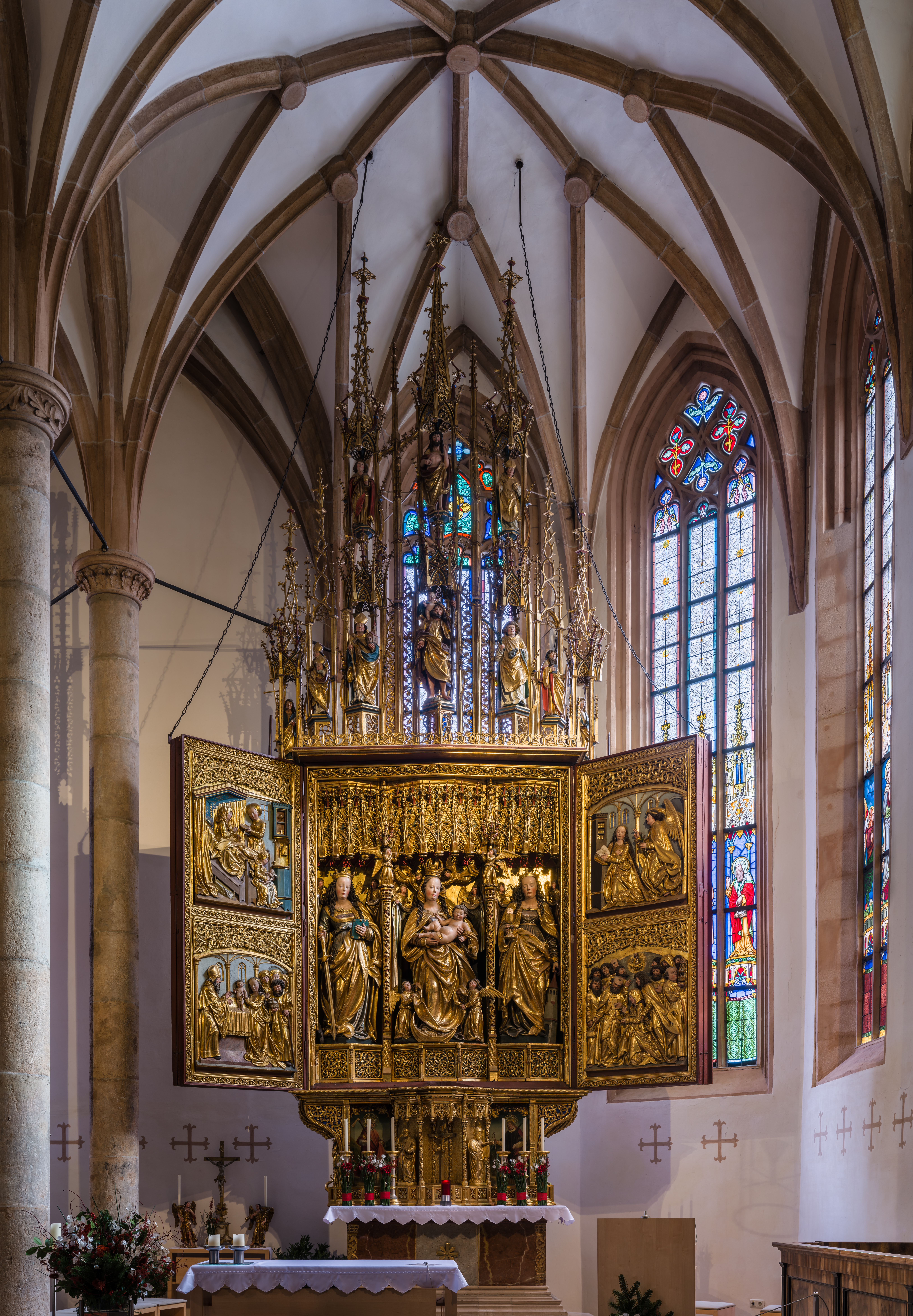
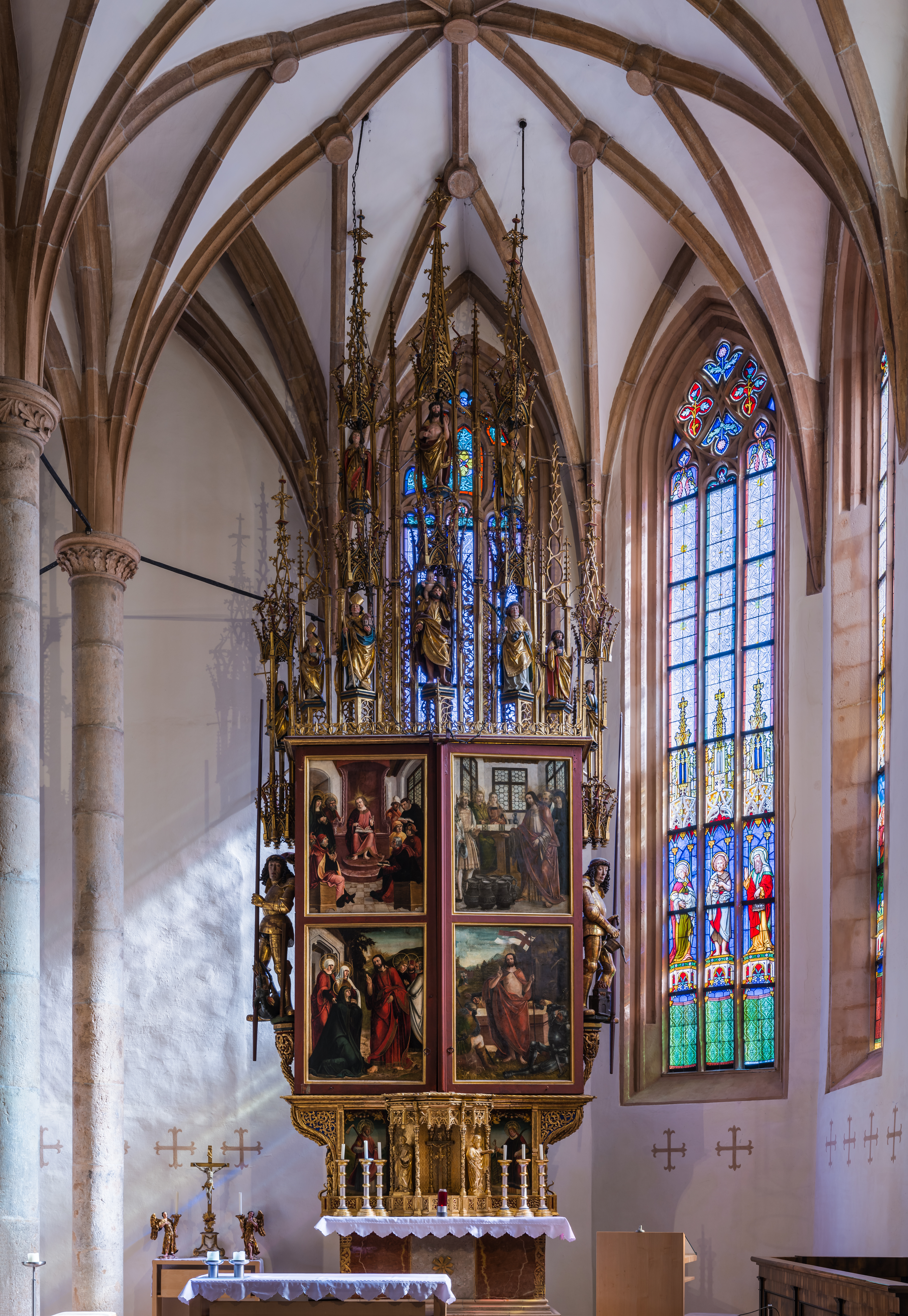

Altmünster · Bad Goisern am Hallstättersee · Bad Ischl · Ebensee am Traunsee · Gmunden · Gosau · Grünau im Almtal · Gschwandt · Hallstatt · Kirchham · Laakirchen · Obertraun · Ohlsdorf · Pinsdorf · Roitham am Traunfall · St. Konrad · St. Wolfgang im Salzkammergut · Scharnstein · Traunkirchen · Vorchdorf
Historisch centrum van de stad Salzburg ·
Paleis en tuinen van Schönbrunn ·
Semmeringspoorlijn ·
Cultuurlandschap Hallstatt-Dachstein / Salzkammergut ·
Stad Graz - historisch centrum en slot Eggenberg ·
Cultuurlandschap Wachau ·
Historisch centrum van Wenen ·
Cultuurlandschap Fertő/Neusiedlermeer · 
Oude en voorhistorische beukenbossen van de Karpaten en andere regio's van Europa ·
Prehistorische paalwoningen in de Alpen ·
Historische kuuroorden van Europa (Baden bei Wien) ·
Grenzen van het Romeinse Rijk - De Donaulimes (Westelijk gedeelte)
- Bibliothèque nationale de France: cb124640815 (data)
- Gemeinsame Normdatei: 4023055-7
- Library of Congress Control Number: n80122913
- MusicBrainz: ab402e13-bfcf-4b81-969a-ab05aa88e01f
- Nationale Bibliotheek van Tsjechië: ge129224
- Nationale Bibliotheek van Israël: 987007559786005171
- Virtual International Authority File: 159448726
- WorldCat: E39PBJfX3QTYjGm3b4CkrjPfbd